# James Smith McDonnell
James Smith McDonnell (* 9. April 1899 in Denver, Colorado, aufgewachsen in Little Rock, Arkansas; † 22. August 1980 in St. Louis) war ein US-amerikanischer Flugzeugkonstrukteur und Geschäftsmann.

## Karriere
McDonnell absolvierte zunächst mit Erfolg die Princeton University und erwarb anschließend den Master-Titel in Luftfahrttechnik am Massachusetts Institute of Technology. Danach arbeitete er bei der Huff-Daland Aero Company und wechselte später zur Glenn L. Martin Company, bei der er bis 1938 blieb. Im darauf folgenden Jahr eröffnete er sein eigenes Unternehmen, die McDonnell Aircraft Corporation, mit Sitz in St. Louis. Von 1939 bis 1967 war er Präsident dieses Unternehmens und ab 1962 bis 1967 CEO.
Nachdem im Januar 1963 ein Versuch fehlgeschlagen war, mit der Douglas Aircraft Company zu fusionieren, gelang dies im April 1967. Die neue Firma hieß nun McDonnell Douglas Corporation. McDonnell diente diesem Unternehmen von 1967 bis 1972 ebenfalls als CEO und bekleidete dann bis zu seinem Tod 1980 den Posten des Verwaltungsratsvorsitzenden.

## Entwicklung von Kampfflugzeugen
- XP-67
- FH-1 Phantom
- F2H Banshee
- F-101 Voodoo
- F-4 Phantom II

## James S. McDonnell Foundation
1950 gründete er die James S. McDonnell Foundation mit dem allgemeinen Ziel, die Lebensqualität zu verbessern. Die Stiftung mit Sitz in St. Louis, Missouri, hat seit ihrer Gründung nach eigenen Angaben über 347 Millionen Dollar an Fördermitteln, v. a. für wissenschaftliche Forschung, gewährt. Zuschüsse werden nach einem Vorschlagsverfahren mit Peer-Review-Prozess vergeben, entsprechend der Prinzipien der 21st Century Science Initiative. Einen Schwerpunkt bildet dabei die Förderung von medizinischer Forschung zu Hirntumoren.

## Persönliche Interessen
McDonnell war zeitlebens am Okkultismus und parapsychologischen Themen interessiert. Dies wird auch durch von ihm vergebene Flugzeugnamen wie  Phantom, Demon, Goblin, Banshee und Voodoo reflektiert.
1979 ließ McDonnell der Washington University in St. Louis, Missouri, 500.000 US-Dollar an Forschungsgeldern zukommen, um das McDonnell Laboratory for Psychical Research zu gründen, welches parapsychologische Phänomene in einer kontrollierten Laborumgebung untersuchen sollte. Mit dem im Umfeld dieses Instituts durchgeführten Projekt Alpha (1979–1981) zeigte James Randi, wie leicht Parapsychologen bei ihren Experimenten zu täuschen sind. Das McDonnell Laboratory for Psychical Research wurde daraufhin geschlossen.